# 先生のチョンマゲ アッパレひでよしくん
『先生のチョンマゲ アッパレひでよしくん』は、テレビ東京系列全国ネットのアニメ番組『ファイテンション☆スクール』の第2クールでべんぴねこが製作した、戦国武将を生徒や教師にしたアニメーション。
リイド社刊の月刊漫画誌『コミック乱ツインズ』で連載された『先生のチョンマゲ 戦国学童日記』（羅李熱斗/ロビン）が原作。
2010年5月より、原作で登場した戦国武将キャラクターがNTTドコモの公式携帯サイト上3Dマチキャラとして購入できる。

## あらすじ
おちゃめな先生と元気すぎる子供?（武将）たちが繰り広げる愛と笑いと史実の戦国時代教室

## 登場人物

### 主要キャラクター
()はモデルになった歴史上の人物
- ひでよし（豊臣秀吉）【声：三好杏奈】

いちおう主人公。戦ノ国小学校3年3組の生徒の一人。意地っ張りな性格。

- ねね（高台院）【声：平木亜美】

クラスの人気者。ひでよしの事を片思いしているが気が強く、流れでひでよしといつも張り合う。

- ザビエル（フランシスコ・ザビエル）【声：べんぴねこ】

喋りがカタコトの日本語。口癖は「アーメン」。謝る時は「ゴーメン」。下らないことを言っては、周囲からスルーされることもあった。主にナレーション的な立場で、オープニングやエンディングでは、彼の視点である。

- のぶなが（織田信長）【声：FROGMAN】

何をやっても、クラス一番の人気者。
荒れた口調だが、クラスをまとめている。
- しんげん（武田信玄）【声：坂本頼光】

根っからの威張りん坊。

- よど（淀殿）【声：？】

クラスのブス女子。ひでよしの事を片思いしているが一歩退いており、離れて恋心を抱いている。

- まつ【声：多田このみ】

3年3組の学級委員。真面目な優等生。
よく、ねねといる。
- ちよ【声：平木亜美】

眼鏡がチャーミングな天然キャラ。

- チョンマゲ先生【声：坂本頼光】

頭の扇子でしか、本音が言えない、3年3組の担任のちょんまげ頭の先生。タイトルにも名前はあるが主役ではなく、生徒たちの私情には関わらない。
怒ると般若のような顔になり、口調が変わる。

### ゲストキャラクター
()はモデルになった歴史上の人物
- はんぞう（服部半蔵）【声：なし】

最も影の薄いクラスメイト。戦ノ国小学校3年3組の生徒の一人。のぶながの言うことには従順。
- ひみこ先生（卑弥呼）【声:？】

戦ノ国小学校の保険医。占いが大好き。
- ペリー（ペリー）【声:？】

外国から転校して来たロボット。

## スタッフ
- 原作：羅李熱斗/ロビン&颯悟
- 連載：コミック乱ツインズ（リイド社刊）『先生のチョンマゲ 戦国学童日記』
- 監督・脚本：べんぴねこ
- キャラデザイン：堤心平
- 作画：鈴木隆輔
- 背景：藤嶋多枝
- 企画・プロデューサー：柴田幹雄